# Pasquale Adinolfi (Mediziner)
Pasquale Adinolfi (auch Paschal Adinolphi, * im 17. oder 18. Jahrhundert, † im 18. oder 19. Jahrhundert) war ein italienischer Mediziner und Leibarzt des Papstes Clemens XIV.

## Leben
Adinolfi war Arzt in Rom und wirkte bis 1774 als Kammerherr und Leibarzt des Papstes Clemens XIV.
Der Papst glaubte in den letzten Monaten seines Pontifikates, dass ihn Angehörige des Jesuitenordens vergiften wollten.
Nach seinem Tod am 22. September 1774 gab es daher die Vermutung, dass, da Clemens XIV. angeblich das Jesuitenverbot zusätzlich mit einer Bulle verschärfen wollte, er in der Nacht vor deren Unterzeichnung umgebracht wurde. Pasquale Adinolfi als sein Leibarzt führte gemeinsam mit dem Mediziner Natale Saliceti (1714–1789) und weiteren teils internationalen Ärzten bereits am nächsten Tag die Autopsie durch, die als veröffentlichtes Ergebnis dabei keinen Nachweis einer etwaigen Fremdeinwirkung feststellte. Das Original des Untersuchungsergebnisses wurde beim Maggiordomo und Präfekten des Apostolischen Palastes Kardinal Giovanni Archinto hinterlegt.
In den Folgejahren wirkte Adinolfi als Professor für Chymie an der päpstlichen Universität Sapienza in Rom.
Am 15. Dezember 1773 wurde Paschal Adinolphi mit dem akademischen Beinamen Caesareus II. unter der Matrikel-Nr. 788 als Mitglied in die Leopoldina aufgenommen.